# Constitución de la Unión Soviética

Escudo de la Unión Soviética.

Constitución de la Unión Soviética es el nombre genérico que se da al conjunto de las diferentes constituciones que rigieron políticamente a la Unión de Repúblicas Socialistas Soviéticas (URSS) entre su fundación en 1922 y su disolución a fines de 1991. Cuatro fueron en total:
- La Constitución de 1918, sancionada luego de la Revolución de Octubre en el Quinto Congreso Panruso de los Soviets. No se aplicó en principio a la Unión Soviética —que todavía no existía— sino a la que luego sería uno de sus Estados parte más importante, la República Socialista Federativa Soviética de Rusia (RSFSR).
- La Constitución de 1924, sancionada luego del establecimiento de la URSS en 1922 y que establece la validez su formación, además de reestructurar los órganos de gobierno. Fue la primera de naturaleza federal.
- La Constitución de 1936 o Constitución de Stalin, que supuso grandes cambios respecto a la anterior.
- La Constitución de 1977 o Constitución de Brézhnev, la última y más extensa de las cuatro.

Las constituciones de la Unión Soviética, sobre todo las de 1936 y 1977, sirvieron como modelo para prácticamente todas las demás constituciones socialistas que se redactaron desde entonces. Junto con los fundamentos principales del sistema legal socialista, su influencia puede verse  todavía en la actualidad en países tan distantes como Vietnam y Cuba.

## Concepciones generales
De acuerdo con la teoría marxista-leninista, el objetivo de las sucesivas constituciones de la Unión Soviética era el de, superado el capitalismo, establecer las bases para el desarrollo del socialismo de modo que finalmente se pudiera llegar a la fase final del desarrollo humano, el comunismo. Se ha dicho que su naturaleza era principalmente descriptiva, al plasmar en el papel relaciones ya establecidas e irse modificando a medida que cambiaba el escenario socioeconómico.
Al ser en 1918 Rusia el primer Estado socialista del mundo de acuerdo a la teoría marxista de dictadura del proletariado, los bolcheviques —que lideraron y ejercieron una gran influencia en el proceso revolucionario iniciado tras la Revolución de Octubre— consideraron necesario el ordenamiento constitucional pero rechazaron de plano los modelos vigentes en otros estados por considerarlos inadecuados para la construcción del nuevo régimen. Veían a la democracia representativa tradicional y su multipartidismo, así como el principio de separación de poderes, como un modelo burgués, opuesto a la democracia obrera y socialista que buscaban implementar. Es por eso que el principio de separación de poderes apareció, por primera vez en una constitución rusa, solo tras la disolución de la Unión Soviética, mediante una enmienda de 1992 a la Constitución de la Unión Soviética de 1977. Este principio fue incluido en la Constitución de la Federación de Rusia de 1993.

## Organización del Estado, la economía y la sociedad
El primer artículo de las cuatro constituciones definía la naturaleza del Estado, tal como lo expresa el de la Constitución de 1936:

La Unión de Repúblicas Socialistas Soviéticas es un Estado socialista de obreros y campesinos.

El sistema económico, considerado la base de la sociedad, era una de las primeras cosas que institucionalizaba la Constitución. Se establecía la propiedad socialista de los medios de producción y las diferentes formas en que podía manifestarse. Decía el artículo 4 de la Constitución de 1936:

La base económica de la URSS son el sistema socialista de economía y la propiedad socialista de los instrumentos y medios de producción, afirmados como resultado de la supresión del sistema capitalista de economía, de la abolición de la propiedad privada de los instrumentos y medios de producción y de la anulación de la explotación del hombre por el hombre.

Por su parte, la Constitución de 1977 afirmaba que:

El objetivo supremo de la producción social bajo el socialismo es la mayor satisfacción posible de los crecientes requerimientos materiales, culturales e intelectuales del pueblo.

La Constitución de 1977 convalidó la propiedad socialista de los medios de producción y el manejo centralizado y planificado de la economía, haciendo explícito sin embargo que esto se complementaba con un marco de independencia para cada empresa, cooperativa u otra organización. De todos modos, durante el gobierno de Mijaíl Gorbachov una serie de reformas a la Constitución en el marco de la llamada perestroika cambió radicalmente los artículos relativos a la economía para facilitar el tránsito hacia una economía de mercado.
Luego, en una serie de capítulos claramente diferenciados, se detallaban entre otras cosas la estructura del Estado y sus órganos de gobierno, las repúblicas federadas y las competencias de sus gobiernos locales, y la organización de los poderes ejecutivo, legislativo y judicial. Es importante destacar que, si bien existía división de poderes, el Sóviet Supremo —legislativo— era quien designaba a los otros dos. El hecho de que los poderes ejecutivo y judicial quedaran en cierta medida supeditados al legislativo se fundaba en el principio de que los soviets de diputados eran los máximos depositarios de la voluntad popular de acuerdo al sistema electoral previsto por la Constitución.
A partir de la Constitución de 1936 quedó oficialmente establecido el sufragio universal, igual, secreto y obligatorio. Todos los ciudadanos mayores de 18 años de edad tenían derecho a voto y a ser electos los mayores de 21. Adicionalmente, se confería potestad a las principales organizaciones de masas —como el Komsomol o los sindicatos— para proponer candidatos. Quedaba también fijado el rol del Partido Comunista, definido en el preámbulo de la Constitución de 1977 como "vanguardia de todo el pueblo".
Se establecía además una serie de derechos considerados inalienables como la educación pública, la seguridad social, el derecho a un medio ambiente sano y otros derechos culturales y sociales. En contraposición al principio de propiedad privada se instauraba la propiedad personal, que amparaba a los bienes propios de cada ciudadano. Adicionalmente, se garantizaban entre otras las libertades de expresión, prensa y movilización, las cuales se aseguraban "poniendo los edificios públicos, calles y plazas a disposición del pueblo trabajador y sus organizaciones, diseminando ampliamente la información, y con la oportunidad de usar la prensa, televisión y radio". Los opositores al sistema soviético afirman que estas libertades eran solo nominales y no se respetaban de hecho.
Por último quedaban instaurados oficialmente el escudo, la bandera, el himno y la capital del Estado. Las disposiciones finales establecían el procedimiento para reformar la Constitución.

## Derechos y deberes constitucionales
El reconocimiento de los derechos individuales y políticos, así como las obligaciones de los ciudadanos soviéticos se encuentran en el Capítulo X, Arts. 118-133. 
Cabe destacar como Derechos reconocidos; Derecho al trabajo, Derecho a la pensión, Derecho a una educación, y el reconocimiento de la paridad-igualdad entre hombres y mujeres. Los artículos 128, 130 y 127 tratan de Derechos de índole procesal (Inviolabilidad del domicilio y lo que en España se conoce como principio de sujeción a la Constitución y habeas corpus). En el Art. 124, se recalca la laicidad de la Unión de Repúblicas, y se asegura el derecho de los ciudadanos de no ser objeto de propaganda antirreligiosa. Por último, cabe señalar los dos deberes de índole militar que se encuentran en el Título X del cuerpo legal: los Artículos. 132 y 133, en los que se proclama el servicio militar como obligación por un lado y por otro se afirma el deber de defender a la patria.